# Tritočkovni priklop
Tritočkovni priklop (ang. three-point hitch ali pa three-point linkage) je naprava v obliki trikotnika (ali črke A) na zadnjem delu traktorja. Uporablja se za priklop dodatne opreme kot je npr. plug ali kosilnica. Traktor lahko nosi celotno težo ali pa samo del priklopljene naprave.
Napravo je izumil irski inženir Harry Ferguson, po katerem so poimenovani traktorji Massey Ferguson, pozneje so sistem prevzeli tudi drugi proizvajlaci.